# Coppa CEV 2003-2004 (femminile)
La Coppa CEV di pallavolo femminile 2003-2004 è stata la 24ª edizione del terzo torneo pallavolistico europeo per squadre di club; iniziata con la fase a gironi il 21 novembre 2003, si è conclusa con la final-four di Treviglio, in Italia, il 7 marzo 2004. Al torneo hanno partecipato 46 squadre e la vittoria finale è andata per la prima volta al Volley Bergamo.

## Squadre partecipanti
| - Aalborg - İller Bankası - Panathīnaïkos - Panellīnios - Ávila - Știința Bacău - Balakovskaja AĖS - Poštar - Bergamo - Královo Pole - Vasas - Diego Porcelos | - Dauphines Charleroi - Khimvolokno Čerkasy - Kruh Čerkasy - Anorthōsīs - Famalicense - Sparkasse Feldkirch - Ti-Volley Innsbruck - Giannino Pieralisi - Jiko - OK Kakanj - Kaštela - Bayer Leverkusen | - Vital - BTV Lucerna - AVO Melsele - Stal Mielec - SREM - Modena - CSKA Mosca - ASPTT Mulhouse - Murcia - Intercollege Nicosia - Dženestra - Olomouc | - Örebro - Piatra Neamț - Rijeka - Kanti - Sliedrecht - Vilacondense - Villebon - Yeşilyurt - RSR Walfer - Weert |

## Primo turno

### Squadre qualificate
- Panathīnaïkos
- Știința Bacău
- Balakovskaja AĖS
- Bergamo
- Dauphines Charleroi
- BTV Lucerna
- Kanti
- Villebon
- Weert
- Yeşilyurt

## Ottavi di finale

### Squadre qualificate
- Ávila
- Știința Bacău
- Balakovskaja AĖS
- Bergamo
- Giannino Pieralisi
- Bayer Leverkusen
- Kanti
- Yeşilyurt

## Quarti di finale

### Squadre qualificate
| - Ávila - Balakovskaja AĖS - Bergamo - Giannino Pieralisi |

## Final-four
La final four si è disputata a Treviglio ( Italia). Le semifinali si sono giocate il 6 marzo mentre le finali per il terzo e il primo posto il 7 marzo.

### Finali 1º - 3º posto
|  | Semifinali         | Semifinali         | Semifinali |         |                    | Finale 1º/2º posto | Finale 1º/2º posto | Finale 1º/2º posto |  |
|  |                    |                    |            |         |                    |                    |                    |                    |  |
|  | Giannino Pieralisi | Giannino Pieralisi | 3          |         |                    |                    |                    |                    |  |
|  | Giannino Pieralisi | Giannino Pieralisi | 3          |         |                    |                    |                    |                    |  |
|  | Balakovskaja AĖS   | Balakovskaja AĖS   | 1          |         |                    |                    |                    |                    |  |
|  | Balakovskaja AĖS   | Balakovskaja AĖS   | 1          |         | Giannino Pieralisi | Giannino Pieralisi | 2                  |                    |  |
|  |                    |                    |            |         | Giannino Pieralisi | Giannino Pieralisi | 2                  |                    |  |
|  |                    |                    | Bergamo    | Bergamo | 3                  |                    |                    |                    |  |
|  | Bergamo            | Bergamo            | Bergamo    | Bergamo | 3                  | 3                  |                    |                    |  |
|  | Bergamo            | Bergamo            |            |         |                    | 3                  |                    |                    |  |
|  | Ávila              | Ávila              | 1          |         |                    | Finale 3º/4º posto | Finale 3º/4º posto | Finale 3º/4º posto |  |
|  | Ávila              | Ávila              | 1          |         |                    |                    |                    |                    |  |
|  |                    |                    |            |         |                    |                    |                    |                    |  |
|  |                    |                    |            |         |                    | Balakovskaja AĖS   | Balakovskaja AĖS   | 2                  |  |
|  |                    |                    |            |         |                    | Balakovskaja AĖS   | Balakovskaja AĖS   | 2                  |  |
|  |                    |                    |            |         |                    | Ávila              | Ávila              | 3                  |  |